# Дубенка (приток Черёхи)
Дубенка — река в России, протекает по Порховскому району Псковской области. Длина реки составляет 34 км, площадь водосборного бассейна 108 км².
Начинается в лесу северо-восточнее деревни Лашаково и к северу от озера Осиновского. В самых верховьях течёт на север, затем принимает северо-западно направление течения. Протекает через деревни Погорелка, Шахново, Комарово, Рожницкое Заречье, Спасское Заречье, Борок, Мельница, Слобода, Большая Радунка. Берега реки залесены, в нижнем течении — заболочены. Устье реки находится в 89 км по правому берегу реки Черёха у деревень Усадище и Кривоселково.
Основной приток — Смердячая — впадает справа в низовьях.

## Данные водного реестра
По данным государственного водного реестра России относится к Балтийскому бассейновому округу, водохозяйственный участок реки — Великая. Относится к речному бассейну реки Нарва (российская часть бассейна).
Код объекта в государственном водном реестре — 01030000212102000029270.